# Räumliche Relation

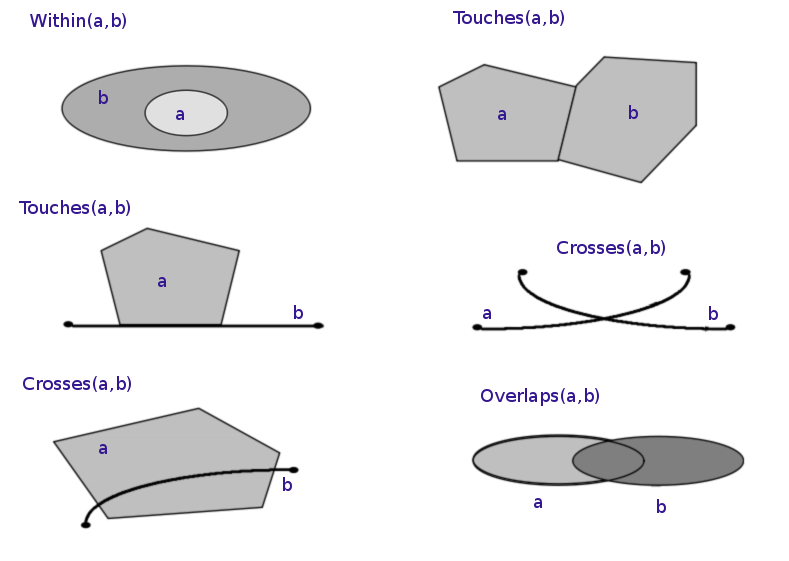
Räumliche Relationen

Eine räumliche Relation (in der englischsprachigen Fachliteratur: Spatial Relation) gibt an, an welcher Position sich ein Objekt bezüglich eines Referenzobjektes im Raum befindet. 

## Überblick
Arten von räumlichen Relationen sind
- topologische Relationen (in der Nähe von, bei, auf),
- Richtungsrelationen (im Norden, Süden, Osten, Westen, vor, hinter, neben, rechts von).

Das zu lokalisierende Objekt ist im Normalfall deutlich kleiner als das Referenzobjekt, weil sonst eine Ortsangabe mithilfe des Referenzobjektes nicht sinnvoll wäre. Niemand würde beispielsweise den Standort eines Domes dadurch beschreiben, dass er sich hinter dem Fahrrad befindet. Daher approximiert man das zu lokalisierende Objekt, sofern es sich nicht unmittelbar bei dem Referenzobjekt befindet, häufig auch durch einen Punkt. Das Referenzobjekt dagegen wird oft durch ein Quader oder Polygon approximiert.

## Objektorientierung
Soll die Anwendbarkeit für eine bestimmte Richtungsrelation zwischen verschiedenen Objekten berechnet werden, muss abhängig von der gewählten Relation unter Umständen zuerst die Vorderseite des Referenzobjektes bestimmt werden. Hier unterscheidet man zwischen intrinsischer und extrinsischer Orientierung. Intrinsische Orientierung liegt dann vor, wenn die Orientierung durch das Objekt selbst schon vorgegeben ist, z. B. bei einem Schrank ist die Vorderseite durch seine Türen festgelegt. Von extrinsischer Orientierung spricht man dann, wenn das Objekt selbst keine Vorderseite besitzt (z. B. ein Tisch), aber durch die Umgebung eine Vorderseite auf dieses induziert wird. Beispielsweise bezeichnet man, wenn ein Tisch an einer Wand steht, die der Wand abgewandte Seite des Tisches als Vorderseite. Nachdem die Vorderseite des Objektes bestimmt ist, kann nun ein Richtungsvektor konstruiert werden, der die entsprechende räumliche Relation charakterisiert.

## Berechnungsalgorithmus
Ein oft verwendeter Algorithmus zur Berechnung von Richtungsrelationen besteht darin, einen Verbindungsvektor zwischen dem zu lokalisierenden Objekt und dem Punkt des Referenzobjektes, der dem zu lokalisierenden Objekt am nächsten liegt, zu ermitteln. Anhand des Winkels bezüglich des die räumliche Relation charakterisierenden Richtungsvektors kann dann der Anwendbarkeitsgrad für eine bestimmte Richtungsrelation angegeben werden.

## Veröffentlichungen
- Zimmer, Hubert D. and Speiser, Harry R. and Baus, Joerg and Blocher, Anselm und Stopp, Eva: "The Use of Locative Expressions in Dependence of the Spatial Relation between Target and Reference Object in Two-Dimensional Layouts", Universität Saarbrücken 1998
- Ferguson, R. W., & Forbus, K. D..: "GeoRep: A flexible tool for spatial representation of line drawings." Proceedings of the 18th National Conference on Artificial Intelligence. Austin, Texas: AAAI Press. 2000
- Ferguson, R.W., Bokor, J.L., Mappus, R.L., & Feldman, A..: "Maintaining spatial relations in an incremental diagrammatic reasoner." Conference on Spatial Information Theory, Ittingen, Switzerland, September 2003